# Guldets Magt
Guldets Magt er en dansk stumfilm fra 1916, filmen er instrueret af Aage Brandt.

## Medvirkende
- Olivia Klingspor
- Henry Knudsen
- Herman Florentz

## Eksterne Henvisninger
- Guldets Magt på Internet Movie Database (engelsk)
- Guldets Magt på Filmdatabasen